# Сепа (заказник)
Зака́зник Се́па (ест. Sepa hoiuala) — природоохоронна територія в Естонії, у волості Ляене-Сааре повіту Сааремаа.
Загальна площа — 111,5 га.
Заказник утворений 27 липня 2006 року.

## Розташування
Населені пункти, що розташовуються поблизу заказника:  Сепа, Кайсвере, Лаокюла, Кяку та Каарма-Кірікукюла.

## Опис
Метою створення заказника є збереження 3 типів природних оселищ (Директива 92/43/ЄЕС, Додаток I):
- (5130) Формації з Juniperus communis серед пустищ або карбонатних трав'яних угруповань.
- (6280*) Північні альвари та плоскі скелі з докембрійських вапняків.
- (9010*) Західна тайга.

Територія заказника входить до складу природної області Сепа (Sepa loodusala), що включена до Європейської екологічної мережі Natura 2000.